# Marie-Denise Villers
Marie-Denise Villers (París, 1774 - París, 19 d'agost de 1821), nascuda Marie-Denise Lemoine, va ser una pintora francesa que es va especialitzar en retrats.
Filla de Charles Lemoine i Marie-Anne Rousselle, va néixer a París el 1774. Provenia d'una família entre els components de la qual hi havia diversos destacats retratistes, com les seues germanes Marie-Victoire Lemoine i Marie-Élisabeth Lemoine o la seua cosina Jeanne-Élisabeth Chaudet. El 1794 Marie-Denise es va casar amb un estudiant d'arquitectura anomenat Michel-Jean-Maximilien Villers.
Marie-Denise Villers es va convertir en estudiant del pintor francès Girodet. La seua primera exposició va ser al Saló de París en 1799, on també va exposar almenys en 1801, 1802 i 1814. Dels quadres més famosos de Villers sol destacar-se Jove dona pintant (1801) que s'exhibeix en el Metropolitan Museum of Art. Encara que al principi, aquesta obra va ser atribuïda a Jacques-Louis David i més tard es va constatar que la seua autora era Marie-Denise Villers. Es creu que podria tractar-se d'un autoretrat de l'artista.

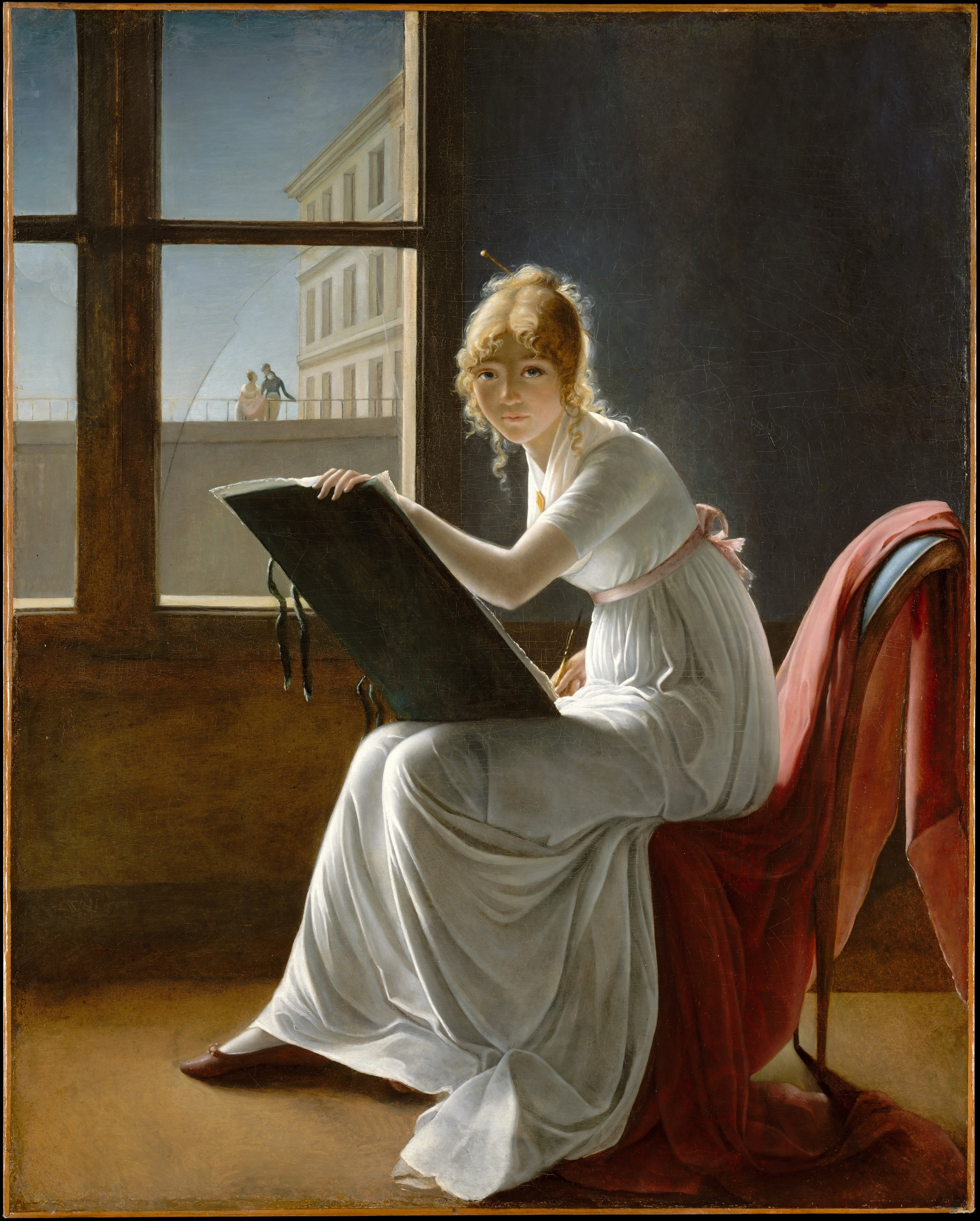
Retrat de la senyoreta Charlotte du Val d'Ognes (1801), Metropolitan Museum of Art, Nova York

## Obra
D'acord amb els catàlegs de les diferents exposicions del Saló de París consta l'exposició de les següents obres, si bé alguna d'elles pogués estar repetida ja siga amb el mateix nom o amb un altre diferent. Actualment es desconeix la ubicació de varis d'aquests quadres: 
- 1799: La Peinture. Une Bacchante endormie.[7]

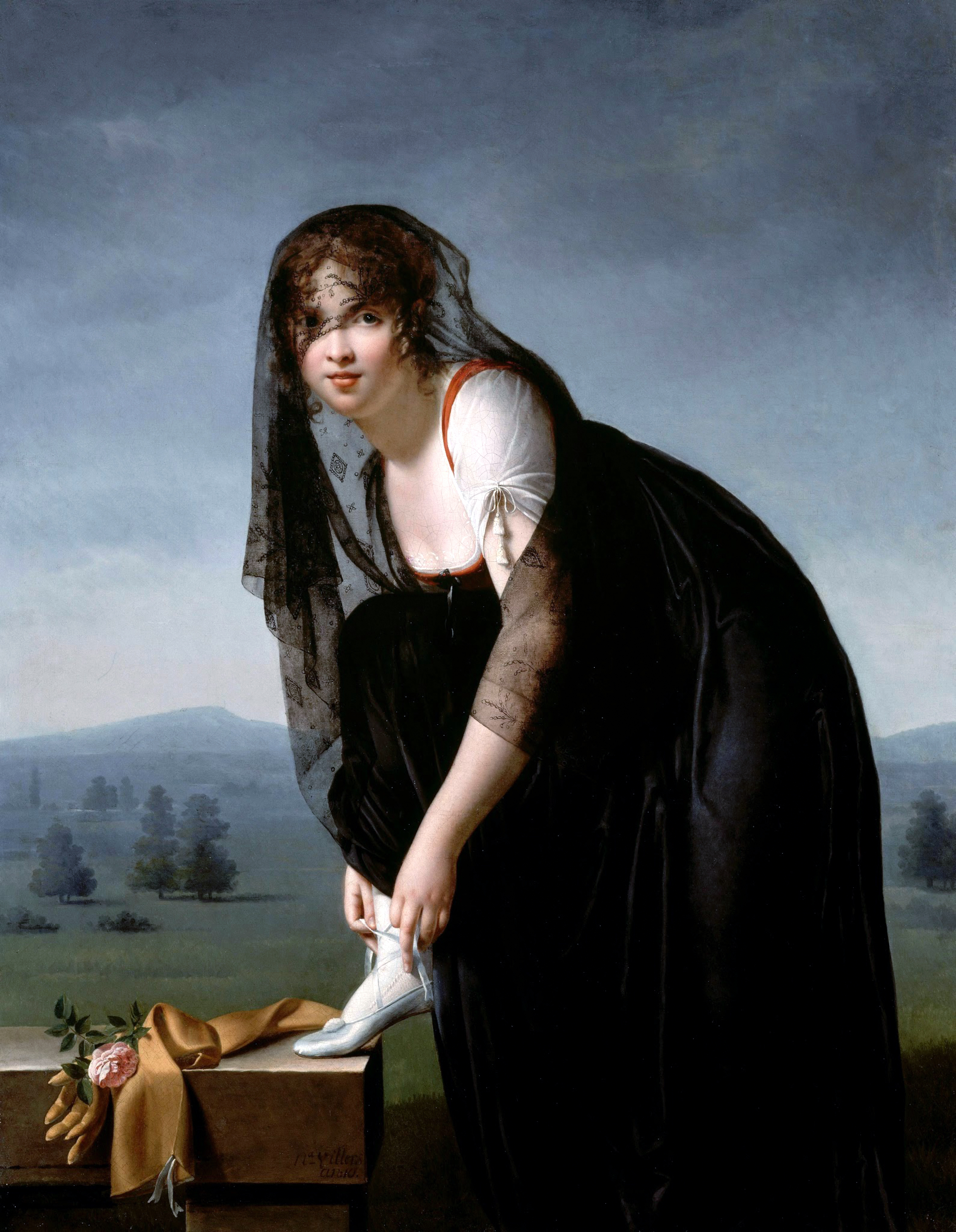
Une etude de femme d'apres nature.

- 1800-1801: Etude d'une jeune femme assise sur une fenêtre.[2]
- 1801: Etude d'une femme à sa toilette. Un portrait.[2]
- c.1799-1801: Young Woman Drawing, formalment anomenat Retrat de Charlotte du Val d'Ognes.[2]
- 1802: Un enfant dans son berceau, entraîné par les eaux de l'inondation du mois de nivôse an X.[2]
- 1801-1802: Une étude de femme d'après nature, también conocido como Portrait of Madame Soustras.[8][2]
- 1810: Un enfant dans son berceau, entraîné par les eaux de l'inondation du mois de nivôse an X (Mida reduïda de l'obra de 1802).[2]
- abans de 1813: Une petite Fille blonde, tenant une corbeille de jonc remplie de fleurs; figure de grandeur naturelle, à mi-corps; elle est vêtue d'une robe rouge, sur fond de paysage.[2]
- 1814: Portrait de la duchesse d'Angouleme.[2]

Atribuïdes:
- 1800: Jeune fille au chien.[2]